# 石光真清
石光 真清（眞清）（いしみつ まきよ、1868年10月15日（慶応4年8月30日） - 1942年（昭和17年）5月15日）は、日本陸軍の軍人。最終階級は陸軍少佐。従六位勲四等功四級。諜報活動家。明治から大正にかけてシベリア、満洲での諜報活動に従事した。石光真臣（陸軍中将）は弟。

## 概要
明治元年（1868年）、熊本藩士・石光真民（100石）の長男として、熊本市（現）に生れる。少年時代を神風連の乱や西南戦争などの動乱の中に過ごし、陸軍幼年学校に入る。陸軍中尉で日清戦争に参加して台湾に遠征、ロシア研究の必要を痛感して帰国、明治32年（1899年）に特別任務を帯びてシベリアに渡る。
日露戦争後は東京世田谷の三等郵便局長を務めたりしたが、大正6年（1917年）に起きたロシア革命の後、再びシベリアに渡り諜報活動に従事する。
帰国後は、夫人の死や負債等、失意の日を送り、昭和17年（1942年）に76歳で没した。

### 遺著
没後に息子である石光真人が編み、手記（遺稿）全四部作『城下の人』『曠野の花』『望郷の歌』『誰のために』を完成させた。1958年に前半『城下の人』『曠野の花』で毎日出版文化賞を受賞した。
伝記作家の小島直記、評論家の呉智英、岡本行夫など、多くの識者が自伝の名作と評価している。

## 石光真清記念館
熊本駅に近い旧居が「石光真清記念館」として保存・公開されている。
旧居は木造2階建てで、建築時期は不明。長らく空き家で取り壊しも検討されていたが、地域住民や石光真清顕彰会が保存運動を展開。近所の女性が自身の所有地と等価交換をして2012年に市に寄贈した。2014年から修復作業が始まり、一旦解体した後で柱などを再利用して4000万円をかけて再建した。

## 略年譜
- 明治元年（1868年）

8月30日 - 現在の熊本市本山町に熊本藩士・石光真民とその妻・守家の四男として生まれる。幼名は忠三、のち正三。
- 明治10年（1877年）

9月19日 - 父・真民が死去。
12月1日 - 本山小学校入学。徳富蘆花（作家）、鳥居素川（『大阪朝日新聞』記者）、元田亨一（陸軍中将）、嘉悦敏（嘉悦氏房の二男、陸軍少将）らが真清や弟・真臣の親しい学友だった。
- 明治12年（1879年）

熊本師範附属小学校に転校。
- 明治13年（1880年）

熊本県立中学校に入学、半年の在学ののち共立学舎に転校。
- 明治16年（1883年）

9月 - 陸軍幼年学校入学。合格を期に名を真清と改める。
- 明治19年（1886年）

陸軍士官学校入学。
- 明治22年（1889年）

7月 - 陸軍士官学校卒業（旧11期）。近衛歩兵第2連隊付（少尉）勤務。
上坂氏顕彰会所蔵「陸軍士官学校第十一期卒業者名簿」
- 明治24年（1891年）

大津事件に遭遇。ロシア研究を始める。
- 明治28年（1895年）

日清戦争で中尉として台湾に出征。
- 明治29年（1896年）

歩兵第9連隊付。ロシア留学を許可される。
- 明治30年（1897年）

幼年学校教官。第9連隊付（大尉）。
- 明治31年（1898年）

参謀本部付。
- 明治32年（1899年）

6月 - 休職
8月 - 私費でロシア帝国に渡航。留学地は満州との国境に近いブラゴヴェシチェンスクで、ロシア帝国軍人の家庭に寄寓。翌年、同地で起きたロシアによる中国人（清国人）3000人の虐殺事件に遭遇（「江東六十四屯#アムール川（黒龍江）事件」参照）。
- 明治33年（1900年）

上坂氏顕彰会所蔵『陸軍士官学校第十一期卒業者名簿（明治33年7月1日調）』に依れば、歩兵第九連隊（露國）と記されている。
8月 - 任参謀本部付、露国差遣。
- 明治34年（1901年）

特別任務のため12月に予備役編入。ハルピンに洗濯屋や写真館を経営、ロシア軍の御用写真師になる。満州の地理や駐留ロシア軍についての情報を集めた。
- 明治37年（1904年）

2月 - 日露戦争が開戦。
3月 - 召集を受けて出征（第二軍司令部副官）。
10月 - 遼東守備軍付。
11月 - 得利寺兵站司令官・第二軍管理部長。
- 明治39年（1906年）

5月 - 関東都督府陸軍部付通訳。召集解除、復員。
- 明治40年（1907年）

- 日清通商公司長春支店長。
- 明治41年（1908年）

- 会社解散。帰国。
- 明治42年（1909年）

- 東京世田谷の三等郵便局長。
- 大正6年（1917年）

- ロシア革命勃発。田中義一参謀本部次長（後の首相）から影響調査を命じられる。
12月 - 関東都督府陸軍部嘱託、アレクセーフスクニ付近に駐在して諜報活動に従事。
- 大正7年（1918年）

- 召集されシベリア派遣軍司令部付、アムール政府付。シベリア出兵、ロシア革命の動乱の中で命がけの活動をするが、後に記した手記で目的が不明確なシベリア出兵の成功には懐疑的だったことを回想している。
- 大正8年（1919年）

6月 - 召集解除、関東軍嘱託（～1921.8）。貿易公司破綻。錦州に特務機関設置。
- 大正10年（1921年）

- 朝鮮人の満州移住水田開発事業、朝鮮協会設立などに関わる。後備役満期。
- 大正13年（1924年）

- 会社を放棄して帰国し、隠棲。
- 昭和17年（1942年）

5月15日 - 死去。

## 栄典・授章・授賞
位階
- 1892年（明治25年）2月3日 - 正八位[12]
- 1894年（明治27年）10月10日 - 従七位[13]
- 1897年（明治30年）12月15日 - 正七位[14]
- 1902年（明治35年）3月31日 - 従六位[15]

勲章等
- 1895年（明治28年）
  - 11月18日 - 明治二十七八年従軍記章[16]
  - 12月20日 - 勲六等瑞宝章・功五級金鵄勲章[17]
- 1905年（明治38年）5月30日 - 勲五等瑞宝章[18]
- 1906年（明治39年）4月1日 - 勲四等旭日小綬章・功四級金鵄勲章・明治三十七八年従軍記章[19]

## 家族 親族
石光家は熊本藩の身分の軽い武士であったが、藩主細川家の肥後入国時からお供をした家柄であり､代々主君のお側に奉仕していたことから特別の取り扱いを受けていたという。父・真民は武道よりも学問に熱心で、後に妻となる守家の実家の私塾に学び、わずか19歳で塾頭となった。結婚後、勘定方書記として藩庁に出仕。中小姓格から産物方頭取へと昇進すると、業務の発展に手腕を発揮して財政に大きな余裕を生み、家老の信任も得た。
- 父・真民
- 母・守家（もりえ）
- 兄

真澄（三井物産社員、恵比寿麦酒支配人）
安熊（夭逝）
- 弟・真臣（軍人、陸軍中将）
- 姉

真知
真佐
- 妹

真喜（真機）　医師・詫摩武彦（子に詫摩武人、孫に詫摩武俊）の妻
真都（橋本卯太郎（大日本麦酒常務ほか）の妻）
- 妻・辰子（軍人菊池東籬の長女）
- 息子・真人（まひと、『東京日日新聞』記者、日本ABC協会専務理事、父の遺稿手記を編んだ）
- 娘

清枝
菊枝（法学者東季彦の妻）
静枝
芳枝
- 孫・東文彦（作家）
- おじ

野田豁通（軍人、陸軍監督総監、男爵）
栃原知定（教育者、熊本師範学校教諭・熊本県立中学校長）
- いとこ

下村孝太郎（化学者、同志社第6代社長、大阪舎密工業（現：大阪ガス）社長）
林田亀太郎（官僚、政治家、衆議院書記官長・衆議院議員）
浮田和民（政治学者、同志社教授・東京専門学校（現：早稲田大学）教授）
- 甥・橋本龍伍（母は真都、大蔵官僚、政治家、文部大臣・厚生大臣）[21]

## 系譜
石光家（熊本県熊本市、東京都）
```
　栗田直之
　　┃
　　┣━━━━━浮田和民
　　┃
┏━次
┃　　　　　　　　　　　　
┣栃原知定　　┏石光真澄　　┏石光真人
┃　　　　　　┃　　　　　　┃
┗守　家　　　┣石光真清━━┻菊　枝
　　┃　　　　┃　　　　　　　　┃　
　　┃　　　　┣石光真臣　　　　┣━━━━━東　文彦
　　┣━━━━┫　　　　　　　　┃　　
　　┃　　　　┗真　都　　　　東　季彦
　　┃　　　　　　┃
┏石光真民　　　　┣━━━━━橋本龍伍━━┳橋本龍太郎
┃　　　　　　　　┃　　　　　　　　　　　┃
┃　　　　　　　橋本卯太郎　　　　　　　　┗橋本大二郎
┃　　　　　　　
┣下村九十郎━━下村孝太郎
┃
┃　　　　　　　山室宗文
┃　　　　　　　　┃
┃　　　　　　　　┃
┃　　　　　　┏し　づ
┃　　　　　　┃　　　　　　　井本臺吉
┗野田豁通━━┻た　か　　　　　┃
　　　　　　　　　┃　　　　　　┃
　　　　　　　　　┣━━━━┳信　子
　　　　　　　　　┃　　　　┃
　　　　　　　　西　義一　　┗忠　子
　　　　　　　　　　　　　　　　┃
　　　　　　　　　　　　　　　　┃
　奥　保鞏━━━奥　保夫━━━奥　保英

```

## 刊行書誌
- 諜報記 石光真清手記、育英書院 1942。遺稿の手記、長男・石光真人により没後に刊行
- 城下の人、二松堂 1943
- 城下の人、龍星閣 1958、新版1971
- 曠野の花、龍星閣 1958、新版1971
- 望郷の歌、龍星閣 1958、新版1971
- 誰のために、龍星閣 1959、新版1971
- 城下の人 石光真清の手記 1、中公文庫 1978。上記を文庫化[22]
- 曠野の花 石光真清の手記 2、中公文庫 1978
- 望郷の歌 石光真清の手記 3、中公文庫 1979
- 誰のために 石光真清の手記 4、中公文庫 1979
- 石光真清の手記、中央公論社 1988。全1巻
- 城下の人－新編・石光真清の手記 1 西南戦争・日清戦争、中公文庫 2017。改訂新版
- 曠野の花－新編・石光真清の手記 2 義和団事件、中公文庫 2017。各・未公開手記を増補
- 望郷の歌－新編・石光真清の手記 3 日露戦争、中公文庫 2018
- 誰のために－新編・石光真清の手記 4　ロシア革命、中公文庫 2018

## 演じた俳優
- 仲村トオル『BSドラマスペシャル・石光真清の生涯』（1998年、原作：城下の人[23]）